# هيو ويلز
هيو ويلز (بالإنجليزية: Hugh Wales)‏ (6 مايو 1910 في المملكة المتحدة - ) هو مدرب كرة قدم ولاعب كرة قدم بريطاني (وحمل سابقاً جنسية المملكة المتحدة لبريطانيا العظمى وأيرلندا) في مركز نصف الجناح. شارك مع منتخب اسكتلندا لكرة القدم. أما مع النوادي، فقد لعب مع تشارلتون أثلتيك وتشيلسي ونادي ماذرويل.

## وصلات خارجية
- هيو ويلز على موقع قاعدة بيانات كرة القدم.إي يو (الإنجليزية)